# Богданович Максим Адамович
Макси́м Ада́мович Богдано́вич (Максі́м Багдано́віч, біл. Максім Адамавіч Багдановіч; нар. 27 листопада (9 грудня) 1891, Мінськ — пом. 12 (25) травня 1917, Ялта) — білоруський поет, перекладач і літературознавець. Відомий тим що написав національний гімн Білорусі «Пагоня».

## Життєпис
Народився у Мінську в сім'ї учителя, етнографа та історика, близького друга Максима Горького.
З 1902 року навчається у Нижегородській чоловічій гімназії.
З 1908 року — в Ярославській гімназії.
В 1909 у Максима Богдановича виявлено туберкульоз, що став хронічним.
З 1911 року по 1916 рік вчиться у Демидівському юридичному ліцеї (Ярославль).
Виховувався на зразках класики, на творах Тараса Шевченка й Івана Франка, добре знав зарубіжну літературу, особливо слов'янську.
Друкуватися почав з 1907 року білоруською мовою. За життя вийшла лише одна збірка поезій «Вінок» (біл. Вянок, Вільно, 1913).
У 1916 хронічний туберкульоз загострився. У лютому 1917 друзі поета зібрали гроші, аби він міг поїхати на лікування у Крим і підлікуватися.
Помер на лікуванні у Ялті (Україна) 25 травня 1917 року. Похований там же.

## Творчість
Ліриці Богдановича властивий оптимізм, реалістичне відображення життя тогочасного села. У творчості Богдановича дуже помітний вплив фольклору (поеми «Стратим-лебідь», «Максим і Магдалена»). Поезії «Співак», «Лист», «У селі», оповідання «Скрипаль», літературно-критичні статті позначені глибоким розумінням суспільного значення літератури.
Творчість Максима Богдановича пройнята любов'ю і вболіванням за рідну маці Беларусь. У відомому вірші «Пагоня» («Погоня») звучить мотив жертовності за рідну землю. Показовим є вірш-передвіснік визвольних змагань БНР «Білорусь, твій народ дочекається…» (біл. Беларусь, твой народ дачакаецца):

| білоруський оригінал | український переклад                                                                                                |
| --- | --- |
| Беларусь, твой народ дачакаецца Залацістага, яснага дня. Паглядзі, як усход разгараецца, Сколькі ў хмарках залётных агня… | Білорусь, твій народ дочекається Золотого і ясного дня. Подивися, як схід розгорається, Як хмарки запалали в огнях… |

### Перекладацтво
Переклав російською мовою поезії Тараса Шевченка «Н. Костомарову», «Мені однаково, чи буду», «В неволі тяжко, хоч і волі», «А. О. Козачковському», «І небо невмите, і заспані хвилі», «Готово! Парус розпустили».
Перекладав білоруською твори Івана Франка, Михайла Коцюбинського, Василя Стефаника та інших українських класиків.
Перекладав також з інших слов'янських та європейських мов (Поль Верлен, Еміль Верхарн та ін.).

### Видання творів

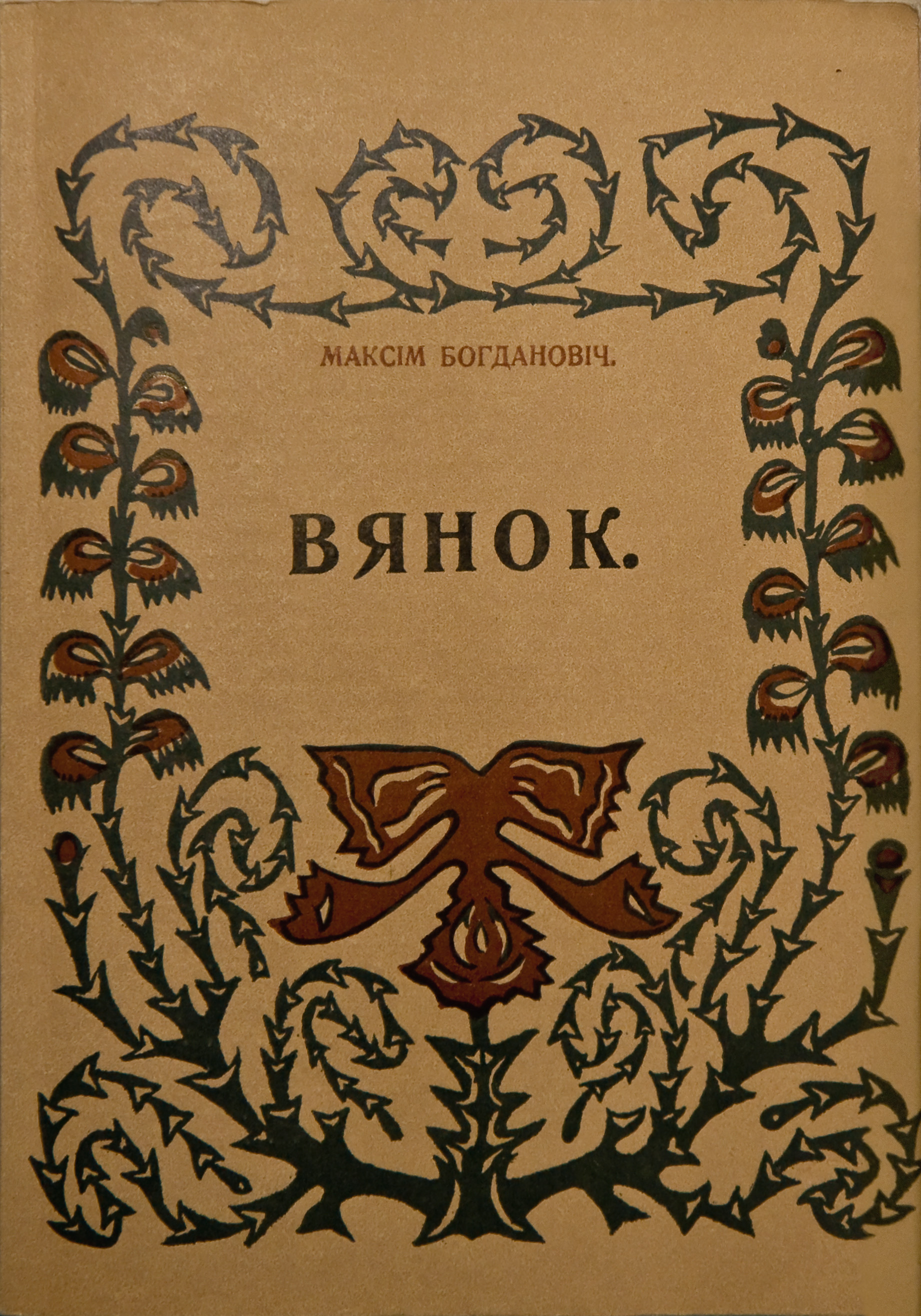
Обкладинка збірки віршів «Вінок» (1913)

- Багдановіч М. Вянок. Кніжка выбраных вершоў. Вільня, 1913.
- Багдановіч М. Творы. Т. 1—2. Мінск, 1927—1928.
- Багдановіч М. Выбраныя творы. Мінск, 1946.
- Богданович М. Избранные произведения. М., 1953.
- Багдановіч М. Творы. Мінск, 1957.
- Багдановіч М. Збор твораў. У 2 т. Мн., 1966.
- Багдановіч М. Збор твораў. Т. 1—2. Мінск, 1968.
- Багдановіч М. Вянок. Кніжка выбраных вершоў. Факсімільнае выданне. Мінск, 1981.
- Багдановіч М. Поўны збор твораў. У 3 т. Мінск, 1992—1995.
- Багдановіч М. Вянок. Кніга выбранных вершаў. Факсімільнае выданне. Мінск, 2011.

### Українські переклади
- Максим Богданович. Вінок. Переклади, вступна стаття й примітки М. Драй-Хмари. — К., ДВУ, 1929. [Архівовано 31 жовтня 2018 у Wayback Machine.]
- Максим Богданович. Лірика / пер. з білорус. — Київ: Дніпро, 1967. — 171 с. [Архівовано 20 вересня 2020 у Wayback Machine.]
- Максим Богданович. Стратим-лебідь. Зібрання творів: Поезія, проза, публіцистика, критика, листи / Упор. Р. Лубківський; перекл. з білорус. і рос. — Львів: Світ, 2002.

## Пам'ять

Срібна монета «Максим Богданович»

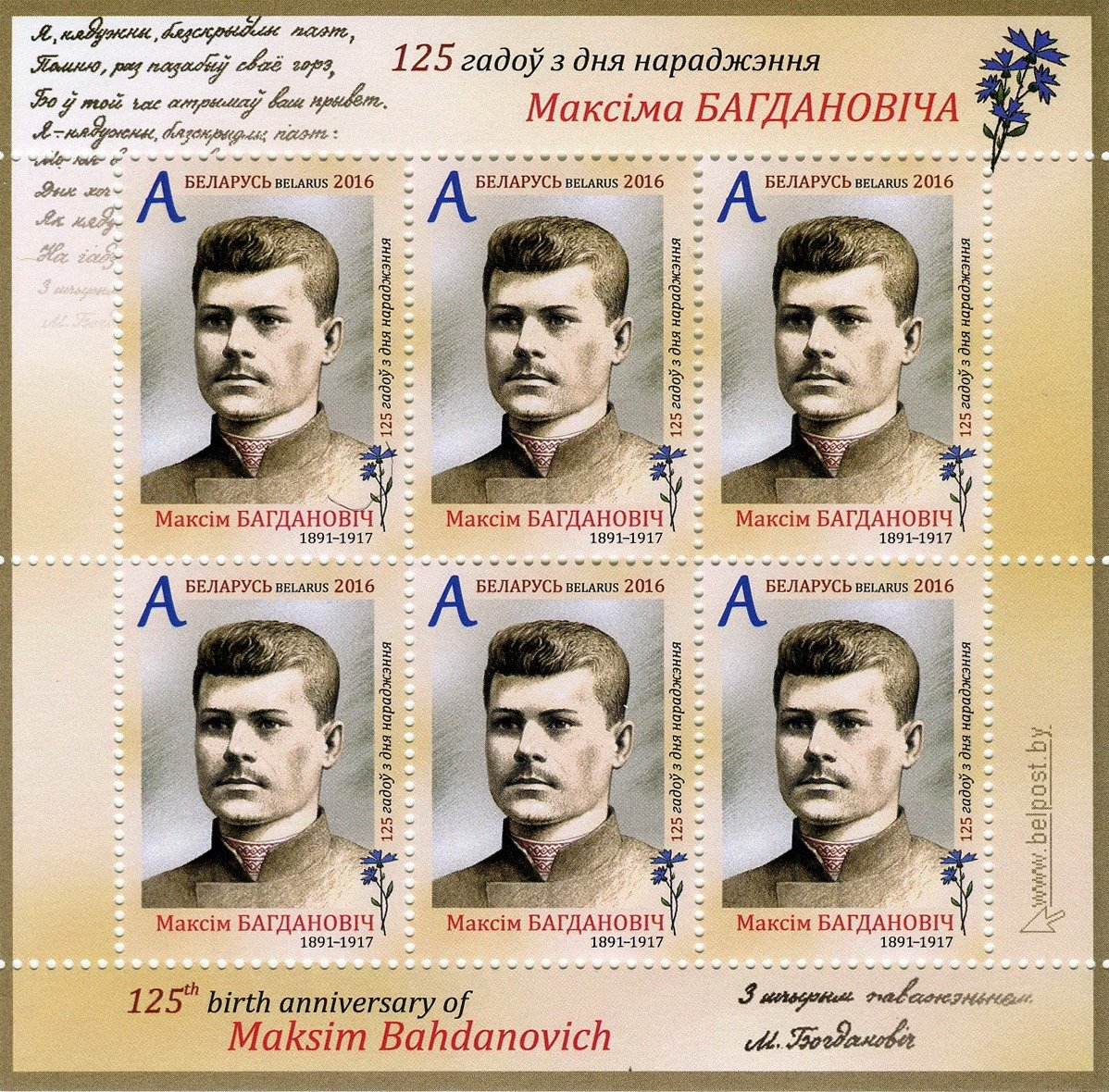
Поштова марка «Максим Богданович»

- У 1970 році білоруський композитор Юрій Семеняко створив оперу «Зорка Венера», присвячену Максиму Богдановичу.
- 1 квітня 1981 року відкрито Літературний музей Максима Богдановича у Мінську[4].
- 9 грудня 1981 року до 90-річчя з дня народження М. Богдановича у Мінську (Троїцьке перемістя) відкритий пам'ятник поету. Автори — заслужений діяч мистецтв Білорусі скульптор Сергій Вакар, архітектори Юрій Казаков, Леонард Москалевич[5].
- У 1986 році відкритий музей поета у м. Гродно[6].
- 25 червня 1991 року у Мінську відкритий філіал Літературного музею М.Богдановича «Білоруська хатка»[7].
- 1992 рік — поп-опера Ігоря Паливоди «Максим» на вірші М.Богдановича (лібрето Л. Прончака)[8].
- 27 жовтня 2011 року Національний банк Республіки Бєларусь ввів в обіг пам'ятні монети, присвячені 120-річчю з дня народждення Максима Богдановича. Монети «Максим Богданович. 120 років» існують у двох варіантах: 1) срібна, номінал — «10 РУБЛЁЎ», 2) мідно-нікелева, номінал — «1 РУБЕЛЬ»[9].
- 9 грудня 2016 года до 125-річчя з дня народження поета «Белпочта» випустила поштову марку «Максім Багданович». Художник — Микола Рижий[10].

## Зв'язки з Україною
Максим Богданович цікавився історією українського народу (статті з циклу «Слов'янство»), його літературою (оглядова стаття «Образ Галичини в художній літературі», незакінчена стаття українською мовою «Забутий шлях»). Особливо велику цінність мають роботи про Тараса Шевченка («Пам'яті Т. Г. Шевченка», «Краса та сила»). Великий інтерес виявив до творчості Тараса Шевченка, Івана Франка, Михайла Коцюбинського, Василя Стефаника, Леся Мартовича, Володимира Самійленка, Ольги Кобилянської.
Переклав російською мовою поезії Тараса Шевченка «Н. Костомарову», «Мені однаково, чи буду», «В неволі тяжко, хоч і волі», «А. О. Козачковському», «І небо невмите, і заспані хвилі», «Готово! Парус розпустили». Один з перших дослідників шевченкового віршування. Перекладав білоруською твори Івана Франка, Михайла Коцюбинського, Василя Стефаника та інших українських класиків.
Ще за життя Багдановича, у 1909 році, три його вірші українською переклав Микита Шаповал.
Богданович був автор статей «Краса і сила» та «Пам'яті Т. Г. Шевченка» опублікованих до 100-річчя від дня народження Тараса Шевченка, в яких досліджується форма поетичних творів Шевченка, розкривається їхнє світове значення.